# Gonjeva
Gonjeva – wieś w Chorwacji, w żupanii zagrzebskiej, w gminie Klinča Sela. W 2011 roku liczyła 49 mieszkańców.